# José del Castillo Saviñón
Pour les articles homonymes, voir José Castillo.
José del Castillo Saviñón (francisé Sauvignon), né le 1er mars 1975 à Saint-Domingue, est un avocat et homme politique dominicain.
De 2012 à 2016, il est ministre de l'Industrie et du Commerce de la République dominicaine. Il est le plus jeune ministre dans une position de « première classe » de l'histoire politique dominicaine. Il était le coordinateur financier de la campagne présidentielle de Danilo Medina, était aussi son « contact » dans le sud du pays.
Il était auparavant vice-ministre de l'Industrie et du Commerce de la République dominicaine dans le domaine des hydrocarbures pendant le gouvernement de Leonel Fernández.
José del Castillo a travaillé pendant plus de 17 ans dans le secteur privé comme conseiller juridique jusqu'en 2005, où il a commencé sa carrière politique avec Danilo Medina.

## Jeunesse, études et famille

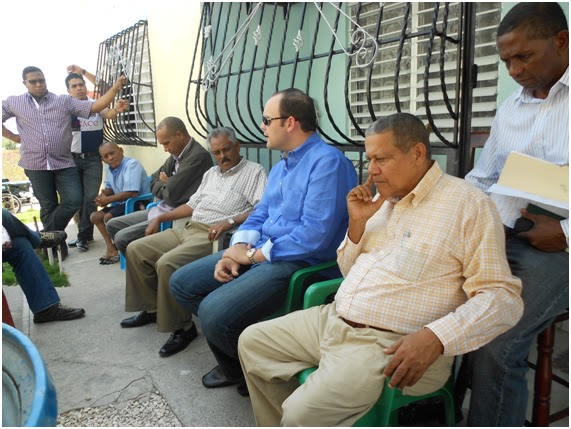
José del Castillo Saviñón (au centre) avec les dirigeants de la PLD en 2013.

José Manuel del Castillo Saviñón est né à Saint-Domingue, République dominicaine le 1er mars 1975. C'est le fils du sociologue, historien, directeur intellectuel et ancien du Musée de l'Homme Dominicain, José del Castillo Pichardo et le scientifique Hilda Saviñón Guerra, est le fils aîné de deux enfants qui a eu le mariage.
Il a terminé ses études primaires à l'"Colegio Dominicano de la Salle" diplôme de «Bachelor of Science et Lettres» en 1992, la même année, il a commencé à étudier la science juridique à la Pontificia Universidad Católica Madre y Maestra se terminant en 1996 et plus tard pour s'inscrire une maîtrise en «droit économique» et «droit des affaires».
En 1996, el élaborée fait la thèse «La République dominicaine auprès de l'Organisation mondiale du commerce", il a servi comme un «tremplin» pour le secteur public quand il a été demandé par le pouvoir exécutif pour obtenir des conseils de l'industrie et du commerce. Plus tard en 2003 remplacé Servio Tulio Castaños comme conseiller juridique du Sénat de la République dominicaine et a été plus tard, un consultant à la commission de l'industrie et du commerce du Sénat dominicaine.
Une grande partie de sa carrière a été consacrée au secteur privé avec son cabinet "Gabinete Economico, S. A" a servi pendant plus de 12 ans dans diverses entreprises nationales et internationales prestigieuses dans le domaine du conseil juridique et d'affaires.
Del Castillo a également accueillir divers programmes de télévision telles que "La economia al Día", "Mundo económico (sección del programa Metrópolis)", "La Revista Económica", "Gabinete Económico" y "Economía y Negocios»

## Vie politique
Del Castillo Saviñón a commencé dans le projet présidentiel alors secrétaire de la présidence Danilo Medina en 2006 par son ami et actuel ministre des Travaux publics et des Communications Gonzalo Castillo. Depuis, il a travaillé comme coordonnateur financier de la campagne de Danilo Medina et étant également leur représentation dans le sud-ouest du pays, à travers le "secteur extérieur avec Danilo".
Le 15 mars 2011 a été nommé par le président Leonel Fernández avec Manuel Garcia Arevalo sous-ministre de l'Industrie et du Commerce dans le domaine des hydrocarbures et des mines, poste qu'il a occupé jusqu'au 16 août 2012, quand il a été nommé ministre de l'Industrie et du Commerce en prenant ses fonctions l'actuel président Danilo Medina.
Aujourd'hui, c'est l'une des figures clés de l'armoire Danilo Medina et l'officier de première classe jeune dans l'armoire.
Dans l'administration de del Castillo en tant que ministre de l'Industrie et du Commerce a poussé le secteur des PME, des mines, du gaz naturel et d'énergie non conventionnelles dans le cadre des projets proposés par le président Danilo Medina lors de sa campagne.